# À 2 à 3
Albums de Vianney
N'attendons pas
(2020)
Singles
1. Shifting Paradigms (feat. Charlie Winston)
Sortie : 22 juillet 2022
2. Call On Me (feat. Ed Sheeran)
Sortie : 7 octobre 2022
3. Keep it Simple (feat. Mika)
Sortie : 20 janvier 2023
4. Le feu (avec Kendji Girac)
Sortie : 5 mai 2023
5. Comment on fait (avec Zazie)
Sortie : 18 août 2023
6. Le départ (avec MC Solaar)
Sortie : 8 septembre 2023
7. Il faudrait (avec Bigflo & Oli)
Sortie : 29 septembre 2023
8. Maintenant (avec Renaud)
Sortie : 27 octobre 2023
9. Je suis fou (avec Kendji Girac & Soprano)
Sortie : 10 novembre 2023
10. Where Do I Go (avec Rosa Linn)
Sortie : 30 octobre 2024

À 2 à 3 est le quatrième album du chanteur français Vianney sorti le 10 novembre 2023 sous le label Tôt ou tard.
Il s'agit uniquement d'un album de duos et de trios.

## Liste des titres
| No  | Titre                                      | Durée |
| --- | ------------------------------------------ | ----- |
| 1.  | Comment on fait (avec Zazie)               | 3:00  |
| 2.  | L'antidote (avec Ben Mazué)                | 2:22  |
| 3.  | Je suis fou (avec Kendji Girac & Soprano)  | 3:46  |
| 4.  | Il faudrait (avec Bigflo & Oli)            | 3:42  |
| 5.  | Le départ (avec MC Solaar)                 | 2:55  |
| 6.  | Maintenant (avec Renaud)                   | 3:09  |
| 7.  | Call on Me (feat. Ed Sheeran)              | 3:21  |
| 8.  | Ne me changez pas (avec Janie)             | 3:02  |
| 9.  | Le feu (avec Kendji Girac)                 | 3:54  |
| 10. | Le firmament (avec Gims)                   | 2:57  |
| 11. | Keep it Simple (feat. Mika)                | 2:57  |
| 12. | La vie m'suffit (avec Jean-Louis Aubert)   | 3:31  |
| 13. | Tu me guéris (avec Mentissa)               | 3:34  |
| 14. | Un homme (avec Florent Pagny)              | 3:59  |
| 15. | Shifting Paradigms (feat. Charlie Winston) | 3:57  |
| 16. | Too Late (feat. Aiden)                     | 3:03  |
| 17. | Debout (avec Éric Devillers)               | 3:38  |
| 18. | À ta santé (avec Soprano)                  | 3:22  |
| 19. | Le feu (Acoustique) (avec Kendji Girac)    | 3:15  |

| 1. | Maintenant (avec Maîtrise de Radio France) | 3:08 |
| 2. | Loin de moi (avec Nej')                    | 2:51 |
| 3. | Where Do I Go (avec Rosa Linn)             | 2:48 |
| 4. | La fierté (avec Gazo)                      | 2:21 |

## Clips vidéos
- Shifting Paradigms (feat. Charlie Winston) : 22 juillet 2022
- Keep it Simple (feat. Mika) : 6 mars 2023
- Le feu (avec Kendji Girac) : 22 juin 2023
- Comment on fait (avec Zazie) : 18 août 2023
- Maintenant (avec Renaud) : 27 octobre 2023
- Je suis fou (avec Kendji Girac & Soprano) : 3 janvier 2024
- Where Do I Go (avec Rosa Linn) : 21 décembre 2024